# Bothriomolus constrictus
Bothriomolus constrictus är en plattmaskart som beskrevs av Hallez 1909. Bothriomolus constrictus ingår i släktet Bothriomolus och familjen Otoplanidae. Inga underarter finns listade i Catalogue of Life.